# أدغا
أدغا هو أحد قصور بلدية أدرار بدائرة أدرار التابعة لولاية أدرار بالجنوب الغربي الجزائري.

## أصل التسمية
أدغا: هي في لغة الطوارق من كلمة أداغ وتعني الصخرة وهي التي يطحن بها.

## التاريخ
قام الشيخ داوود بعد قدومه من منطقة الأهقار عام 1024 م (415/414 هـ) بتشييد قصر أدغا، قام سيدي محمد الطالب وهو الابن الأصغر لسيدي سليمان بن علي بتأسيس زاوية له بقصبة محمد الطيب بأدغا.
عام 1553 م (961/960 هـ) إستقر أولاد سيدي حمو بن سيدي الحاج بأدغا.

## النشاط الفلاحي
يعمل أغلب سكان قصر أدغا في الفلاحة التي يغلب عليها غرس النخيل ويستعمل السكان تقنية الفقارة لتوفير المياه للسقي، نجد بأدغا سبع فقارات هي:

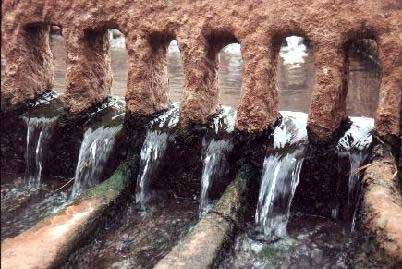
قصري لتقسيم ماء الفقارة

| إسم الفقارة | عدد الآبار |
| ----------- | ---------- |
| ظهر         | ؟          |
| يخلف        | ؟          |
| قارة ماسيني | ؟          |
| مكناس       | ؟          |
| أدغا        | ؟          |
| أولاد عثمان | ؟          |
| تاخجم       | ؟          |

## الأعلام
1. الشيخ سيدي بوعلالة: وهو ولي صالح تقام له زيارة سنوية.[1]
2. سيدي مولاي علي الشريف: وهو ولي صالح تقام له زيارة سنوية.[1]